# Коронація в Нідерландах

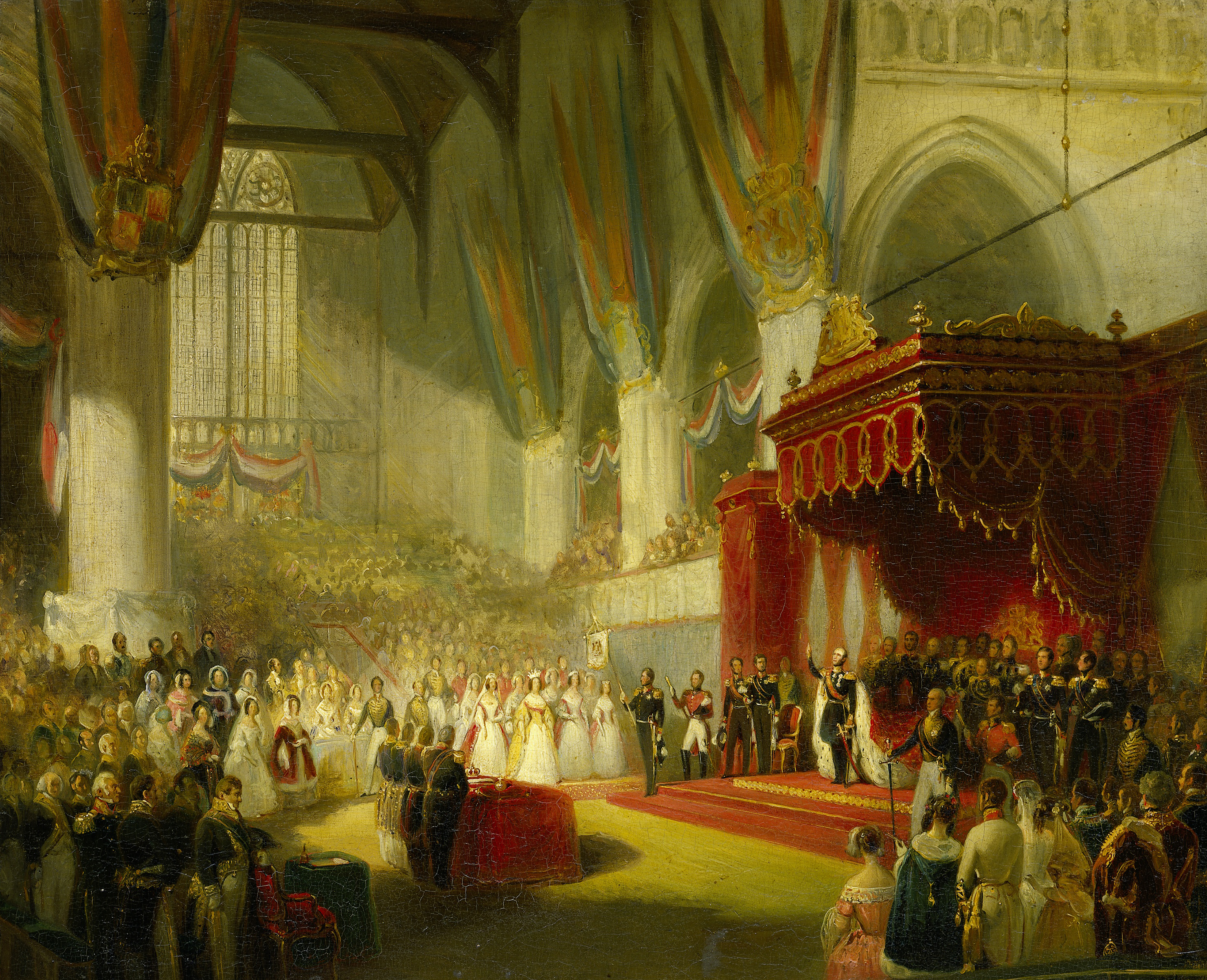
Інавгурація Вільгельма II, 28 листопада 1840

Інтронізація або Інавгурація в Нідерландах - церемонія зведення на трон нового короля або королеви Нідерландів. 
Після свого вступу на престол новий нідерландський монарх проходить церемонію інавгурації, як того вимагає Конституція країни. Церемонія проводиться як спільне засідання двох палат Генеральних штатів (парламенту) і відбувається в Новій церкві в Амстердамі.

## Історія

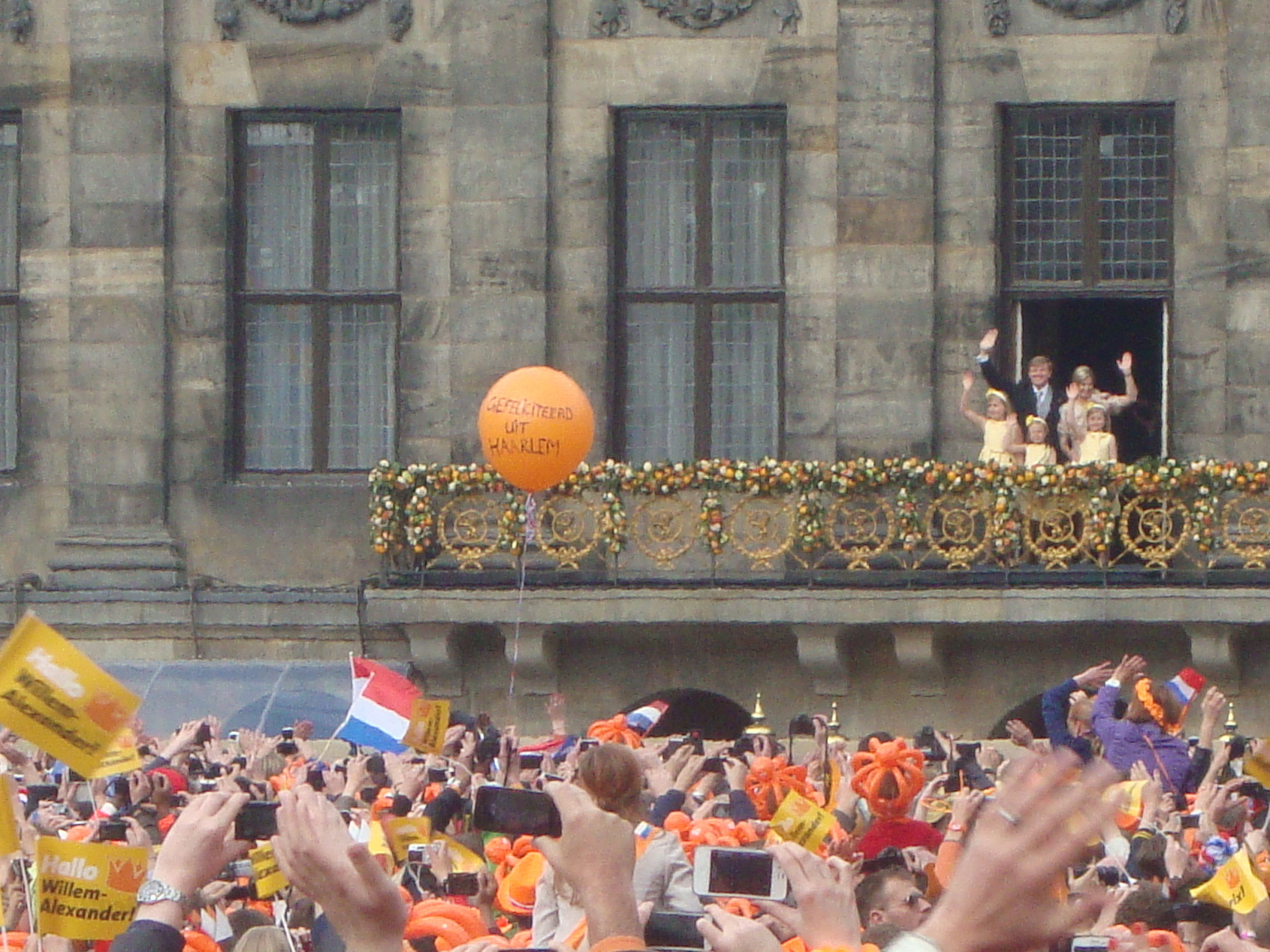
Король Вільгельм Олександр, 30 квітня 2013

На відміну від багатьох інших історичних європейських монархій, у Нідерландах нові правителі не коронуються. Голландська корона та інші королівські клейноди існують, але ніколи не використовуються королем; також існують їх геральдичні зображення. 
У статті 32 конституції Нідерландів зазначено, що як тільки монарх отримує королівські привілеї, він повинен скласти присягу та отримати інвестуру в Амстердам на спільному засіданні двох палат Генеральних штатів. Монарх не може виконувати королівські функції до досягнення ним 18-річного віку. 
Інавгурація є суто церемоніальною, оскільки спадкоємець престолу відразу стає новим монархом у момент, коли попередній монарх помирає або зрікається трону. Останнім голландським монархом, який правив до своєї смерті, був Вільгельм III у 1890 році. Його спадкоємницею була його донька Вільгельміна; однак вона не правила до повноліття в 1898 році. Її мати Емма Вальдек-Пірмонтська була королевою-регентом з 1890 по 1898 рік. Вільгельміна зреклась престолу та передала владу своїй доньці Юліані в 1948 році.
30 квітня 1980 року королева Нідерландів Юліана в день свого 71-річчя підписала акт про зречення престолу на користь старшої доньки Беатрікс.  
30 квітня 2013 року вона зреклась престолу на користь старшого сина принца Вільгельма-Олександра, який отримав титул короля Нідерландів.
Кожен монарх, починаючи з Вільгельміни й дотепер зрікався престолу в урочистій обстановці. Монарх, спадкоємець престолу, королівська родина і уряд на чолі з прем'єр-міністром зустрічаються в Державній залі Королівського палацу. Монарх підписує документ про зречення, який потім підписує спадкоємець, члени королівської родини та члени уряду. Як тільки документ підписаний, юридично вважається, що починається правління нового монарха. Монархи виходять на балкон Палацу, де новий монарх представляється публіці, яка чекає назовні.
Після цього новий монарх вирушає з Палацу до Нової Церкви, де зібралися Генеральні штати Нідерландів і кабінет міністрів, а також почесні гості.

## Церемонія
Церемонія інтронізації проходить як спільне засідання двох палат парламенту (Verenigde Vergadering), яку очолює голова спільної сесії (тобто голова Сенату). Такі королівські клейноди, як корона, куля та скіпетр, існують, але ніколи фізично не передаються монарху, й не носяться ним. Замість цього їх кладуть на подушки, на так званий стіл вірності. Королівські клейноди викладають навколо нідерландської конституції. Два інші клейноди - державний меч і штандарт королівства, що мають герб Нідерландів - тримають двоє вищих військових офіцерів. Під час церемонії монарх, одягнений в церемоніальну мантію, сидить на державному кріслі (спеціальному троні) на припіднятому майданчику навпроти членів Генеральних штатів.
Королівський церемоніймейстер оголошує про появу нового монарха, який займає своє місце в державному кріслі, навпроти членам Генеральних штатів та клейнодів. Перед прийняттям присяги монарх виступає з промовою, де обіцяє підтримувати конституцію та захищати народ Королівства.
"Я присягаю (обіцяю) жителям Королівства, що буду постійно зберігати і дотримуватись Хартії Королівства Нідерландів та Конституції.
Я клянусь (обіцяю), що буду захищати та зберігати незалежність та територіальну цілісність Королівства, що буду захищати свободу та права всіх нідерландських громадян та резидентів, і що буду використовувати всі засоби, що є в моєму розпорядженні законом, щоб зберегти і сприяти процвітанню, як це повинен робити добрий король.
Тож допоможи мені Боже! (Це я обіцяю!)"
Після присяги монарха присутні віддають йому шану. Голова спільного засідання робить заяву від імені зібрання, а потім присягає або підтверджує цю декларацію.
"Ми підтримуємо та схвалюємо від імені народу Королівства та відповідно до Хартії Королівства Нідерландів та Конституції вас як короля (королеву); ми присягаємо (обіцяємо), що збережемо вашу недоторканість та права Вашої Корони.
Ми присягаємо (обіцяємо) робити все те, що повинен робити добрі та вірні Генеральні штати, штати Аруба, штати Кюрасао та штати Сен-Мартен;
Тож допоможи нам Боже! (Це ми обіцяємо!)"
Після цього називаються імена членів Генеральних штатів, які потім по черзі присягають або підтверджують цю декларацію. Вони або клянуться з піднятою правою рукою і заявляють: "Zo waarlijk helpe mij God Almachtig" (Так, це правда, допоможи мені, Боже всемогутній), або дають обіцянку простим "Dat beloof ik" (Я обіцяю це).

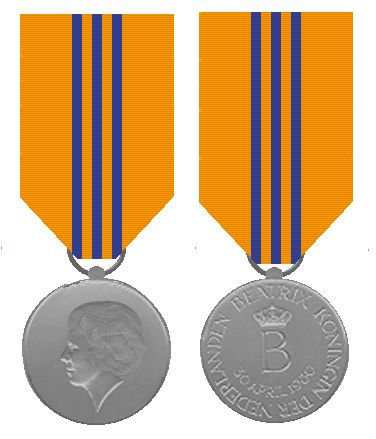
Пам'ятна медаль з нагоди інтронізації королеви Беатрікс, 1980

Після того, як кожен бажаючий член присягнув або підтвердив декларацію, президент спільного засідання оголошує церемонію завершеною. Після цього старший королівський геральд оголошує, що інавгурація завершена, а головуючий на зборах вигукує "Хай живе король!". Інші геральди виходять з церкви на майдан Дам, де вони також повідомляють присутнім, що монарх був урочисто інтронізований, й вигукують "Хай живе король!"
Після церемонії інтронизації монарх та його свита виходять з церкви і повертаються до Королівського палацу, де відбувається офіційний святковий прийом.
З часу інавгурації королеви Вільгельміни в 1898 р., Голландський уряд карбує для кожної інавгурації обмежену кількість пам'ятних медалей (Inhuldigingsmedaille). На яких: на аверсі зображено профіль нового монарха, а на реверсі - королівська монограма, оточена ім'ям монарха та датою інавгурації. Колір стрічки в основному помаранчевий (колір королівського будинку Нідерландів) з синіми смужками.